# هاري ويلسون (سياسي)
هاري ويلسون (بالإنجليزية: Harry Wilson)‏ هو فلاح وسياسي أمريكي، ولد في 5 مايو 1869 بايندبندنس في الولايات المتحدة، وتوفي في 7 يناير 1948 في الولايات المتحدة. حزبياً، نشط في الحزب الديمقراطي. وقد انتخب عضو مجلس نواب لويزيانا.